# Festival de Eurovisión de Jóvenes Músicos 2006
La XIII edición del Festival de Eurovisión de Jóvenes Músicos se celebró en el Rathausplatz de Viena (Austria) el 12 de mayo de 2006.
De 18 países interesados en participar, 7 consiguieron ser seleccionados por el grupo de expertos para competir en la final televisada de esta edición del certamen.
Andreas Brantelid, representante de Suecia, se convirtió en la ganadora de esta edición tocando el violonchelo.
Los participantes estuvieron acompañados por la Vienna Symphony Orchestra bajo la dirección de Christian Arming.
Este año, el festival fue dedicado a Mozart

## Ronda preliminar
| - Bélgica - Bulgaria - Chipre - Croacia - Eslovenia - Finlandia |  | - Grecia - Países Bajos - Polonia - República Checa - Serbia y Montenegro |  |

## Participantes y Clasificación
| Posición | País y TV       | Representante       | Instrumento |
| -------- | --------------- | ------------------- | ----------- |
| 1        | Suecia SVT      | Andreas Brantelid   | Violonchelo |
| 2        | Noruega NRK     | Tine Thing Helseth  | Trompeta    |
| 3        | Rusia RTR       | Dmitry Mayboroda    | Piano       |
| -        | Rumanía TVR     | Alina Elena Bercu   | Piano       |
| -        | Austria ORF     | Daniela Koch        | Flauta      |
| -        | Suiza SSR / TSR | Simone Sommerhalder | Oboe        |
| -        | Reino Unido BBC | Jennifer Pike       | Violín      |

## Predecesor y sucesor
| Predecesor: Lucerna 2004 | Festival de Eurovisión de Jóvenes Músicos Viena 2006 | Sucesor: Viena 2008 |